# 戈朗河

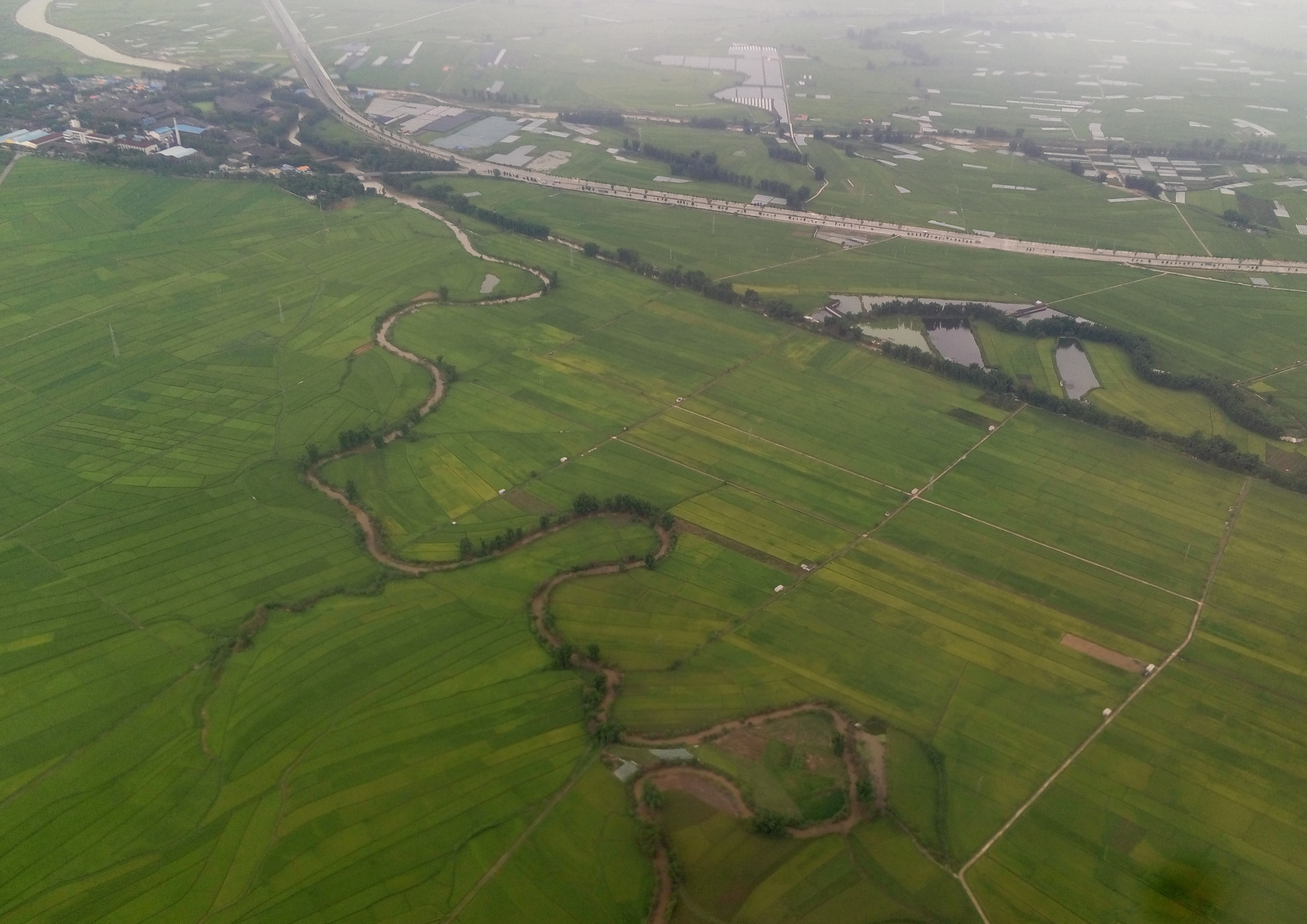
空中拍摄的戈朗河

戈朗河又作果朗河，是云南省德宏傣族景颇族自治州芒市的一条河流，是伊洛瓦底江的三级支流，发源于勐戛镇境内，上游也叫大新寨河、勐戛河、南必河、当连河，在风平镇注入芒市河，是芒市河最大的支流。戈朗河全长47.2千米，流域面积354平方千米，年均水量3.72亿立方米，水能理论蕴藏量6.09万千瓦。

## 资料来源
1. ↑  敬正书主编,《中国河湖大典》编纂委员会. . 北京: 中国水利水电出版社. 2010年: 90-91. ISBN 978-7-5170-2699-0.
2. ↑  吴志湘主编; 德宏傣族景颇族自治州志编纂委员会. . 芒市: 德宏民族出版社. 1994年: 118. ISBN 978-7-8052-5248-3.
3. ↑  何萍主编; 潞西县志编纂委员会. . 昆明: 云南教育出版社. 1993年: 59. ISBN 978-7-5415-0685-7.
4. ↑  李繁琪 主编; 德宏供电有限公司 编. . 北京: 中国电力出版社. 2011.4: 24. ISBN 978-7-5123-1552-5.